# Encephalartos whitelockii
Encephalartos whitelockii P.J.H.Hurter, 1995 è una pianta appartenente alla famiglia delle Zamiaceae, endemica dell'Uganda.

## Descrizione
È una cicade a portamento arborescente, con fusto eretto o decombente, alto sino a 3,5–4 m e con diametro di 35–40 cm, talora con fusti secondari che si originano da polloni basali.

Le foglie, pennate, disposte a corona all'apice del fusto, sono lunghe 3–35 m, sorrette da un picciolo lungo circa 13–15 cm, e composte da numerose paia di foglioline lanceolate, coriacee, con margine dentato, lunghe sino a 30 cm, disposte sul rachide con un angolo di circa 80°.

È una specie dioica, con esemplari maschili che presentano da 4 a 8 coni fusiformi, sessili, lunghi 30–50 cm e larghi 9–10 cm, di colore giallastro a maturità, ed esemplari femminili con 1-3 coni ovoidali, eretti, lunghi 30–45 cm e larghi 15–20 cm, inizialmente di colore verde, giallo brunastri a maturità.

I semi sono grossolanamente ovoidali, lunghi 30–35 mm, ricoperti da un tegumento rosso arancio.

## Distribuzione e habitat
L'areale di questa specie è ristretto alla parte sud-occidentale dell'Uganda (distretto di Kabarole). Le uniche popolazioni note si trovano lungo il corso del fiume Mpanga, prima del suo sbocco nel lago George, ad altitudini comprese tra 1.000 e 1.300 m.

## Conservazione
La IUCN Red List classifica E. whitelockii come specie in pericolo critico di estinzione (Critically Endangered). La sopravvivenza della specie è seriamente minacciata dal progetto di costruzione di una centrale idroelettrica, approvato nel 2007, che porterà allo sbarramento del corso del fiume Mpanga. 

La specie è inserita nella Appendice I della Convention on International Trade of Endangered Species (CITES)